# Mircea Ciocâltei
Mircea Ciocâltei (n. 23 iunie 1952) este un editor de film român, care a realizat montajul mai multor filme de lung metraj. Asistent, apoi secund al Yolandei Mîntulescu. Colaborator constant al regizorului Mircea Veroiu.

## Biografie
A urmat cursurile Facultății de Film din cadrul Academiei de Teatru și Film din București (1987-1991), obținând licența în Artă cinematografică și specializându-se în imagine de film și televiziune. A obținut în anul 2003 titlul științific de doctor în cinematografie și media la Universitatea Națională de Artă Teatrală și Cinematografică „I.L. Caragiale” - București.
După absolvirea facultății este cooptat în învățământul universitar, devenind pe rând preparator (1992-1993), asistent (1993-1997), lector (1997-2005), conferențiar (2005-2008) și profesor universitar (din 2008) la Facultatea de Film din cadrul Universității Naționale de Artă Teatrală și Cinematografică „I.L. Caragiale” din București. A predat cursul de Montaj de film.
În perioada 1976–1998 a colaborat la realizarea a circa 100 de scurtmetraje ale studenților de la Facultatea de Regie și de la Facultatea de Imagine Film din cadrul UNATC (Daniel Medvedov, Corneliu Medvedov, Claudia Nazoa, Petru Maier Bianu, Radu Nicoară, Sabina Pop, Daniel Ciubreag, Horea Lapteș, Sinișa Dragin, Silviu Anghel, Ionuț Teianu, Andrei Ghișe, Felix Alexa etc).

## Filmografie
- Nemuritorii (1974) - asistent de montaj
- Dincolo de pod (1976) - monteur secund
- Mere roșii (1976) - asistent de montaj
- Mînia (1978) - asistent de montaj
- Între oglinzi paralele (1979) - asistent de montaj
- Artista, dolarii și ardelenii (1980) - în colaborare cu Yolanda Mîntulescu
- Duios Anastasia trecea (1980) - asistent de montaj
- Am fost șaisprezece (1980) - în colaborare cu Yolanda Mîntulescu
- Casa dintre cîmpuri (1980) - monteur secund
- Mondo Umano (1980) - documentar lung metraj
- Castelul din Carpați (1981) - în colaborare cu Yolanda Mîntulescu
- Semnul șarpelui (1982)
- Așteptînd un tren (1982)
- Ochi de urs (1983) - în colaborare cu Yolanda Mîntulescu
- Sfîrșitul nopții (1983)
- Să mori rănit din dragoste de viață (1984)
- Recorduri, lauri, amintiri (1984) – documentar lung metraj
- Cei mai frumoși 20 de ani (1985) – documentar lung metraj
- Adela (1985)
- Moromeții (1987)
- Vulcanul stins (1987)
- Umbrele soarelui (1988)
- Podul (1988) – regia Valeriu Drăgușanu, scurt metraj artistic
- O vară cu Mara (1989)
- Secretul armei... secrete! (1989)
- Km 36 (1989)
- Liliacul inflorește a doua oară (1989)
- Polul sud (1990)
- Vînătoarea de lilieci (1991)
- Doi haiduci și o crâșmăriță (1991)
- Unde fugi, maestre? (1992)
- Condamnați la fericire (1993) – documentar lung metraj
- Timpul liber (1993)
- Abel în codru (1994)
- Somnul insulei (1994)
- Stare de fapt (1995)
- Craii de Curtea Veche (1996)
- Asfalt Tango (1996)
- Femeia în roșu (1997)
- Cortul (1998)
- Prison of the Dead (2000)

A mai realizat montajul a circa 250 filme utilitare realizate în cadrul Centrului de producție cinematografică București în perioada 1976-1992 și a peste 400 spoturi publicitare realizate la Castel Film și Abis Studio în perioada 1997–2004.
A mai colaborat la:
- 10 ani Dakino – documentar despre festivalul Dakino ajuns la a zecea ediție – 2000 - 45 min.
- Bran – proiect al Fundației Margareta – 2000 – 50 min.
- Săvîrșin – proiect al Fundației Margareta – 2001 – 40 min.
- Concertul – proiect al Fundației Aurel Mitran – 2005 – 90 min.
- Ediție specială – proiect al Fundației Aurel Mitran – 2006 – 90 min
- Descriptio Moldavie – documentar istoric în șase episoade a cite 26 min fiecare – 2007 - regia Stelian Tănase
- Memoria de piatră - documentar 40 de ani de la realizarea filmului Nunta de piatră - 2010 - regia Iosif Demian

## Premii
- Premiul UCIN pentru montaj - filmul Moromeții (1987)
- Premiul pentru cel mai bun film pe 35 mm la Festivalul de la Costinești – filmul Respirații (1990)
- Premiul UCIN pentru montaj - filmul Asfalt Tango (1997)
- Premiul Special Gopo 2023 - pentru întreaga activitate

## Legături externe
- Mircea Ciocâltei la Internet Movie Database
- Mircea Ciocâltei la CineMagia